# Convois SC
Les convois SC sont une série de convois passant dans l'Atlantique nord, pendant la Seconde Guerre mondiale. Ces convois ont lieu lors de la bataille de l'Atlantique. Ils partent tous de Sydney en Nouvelle-Écosse au Canada à destination de Liverpool d'où ils peuvent poursuivre vers différents ports du Royaume-Uni.

Affiche de propagande britannique

## Nom de code
Seconde série de convois trans-atlantiques destinés à ravitailler le Royaume-Uni, après les convois HX, ils commencent, en août 1940, à grouper les cargos les plus lents, 7,5 nœuds au moins. 177 convois navigueront sous cette appellation.
Ils partent de Sydney et vont vers Liverpool.

## Historique
Un total de 177 convois sont partis de Sydney CB,. Le premier le 15 août 1940, le dernier le 26 mai 1945. 29 subiront des pertes.
Durant l'hiver, et bien que Sydney ne soit pas complètement pris par les glaces, les départs se font de Halifax. De septembre 1942 à mars 1943, à savoir du SC-102 au SC-124, les départs se feront de New-York. Ensuite, et jusqu'à la fin du conflit, les départs se feront de nouveau de Halifax.
L'organisation des escortes suit le même principe que pour les convois HX.
| Année | Nombre de convois | Nombre de navires | Pertes |
| ----- | ----------------- | ----------------- | ------ |
| 1939  | -                 | -                 | -      |
| 1940  | 16                | 508               | 30     |
| 1941  | 44                | 1740              | 46     |
| 1942  | 52                | 1903              | 40     |
| 1943  | 37                | 1661              | 26     |
| 1944  | 14                | 601               | 2      |
| 1945  | 14                | 393               | 2      |
| Total | 177               | 6806              | 146    |

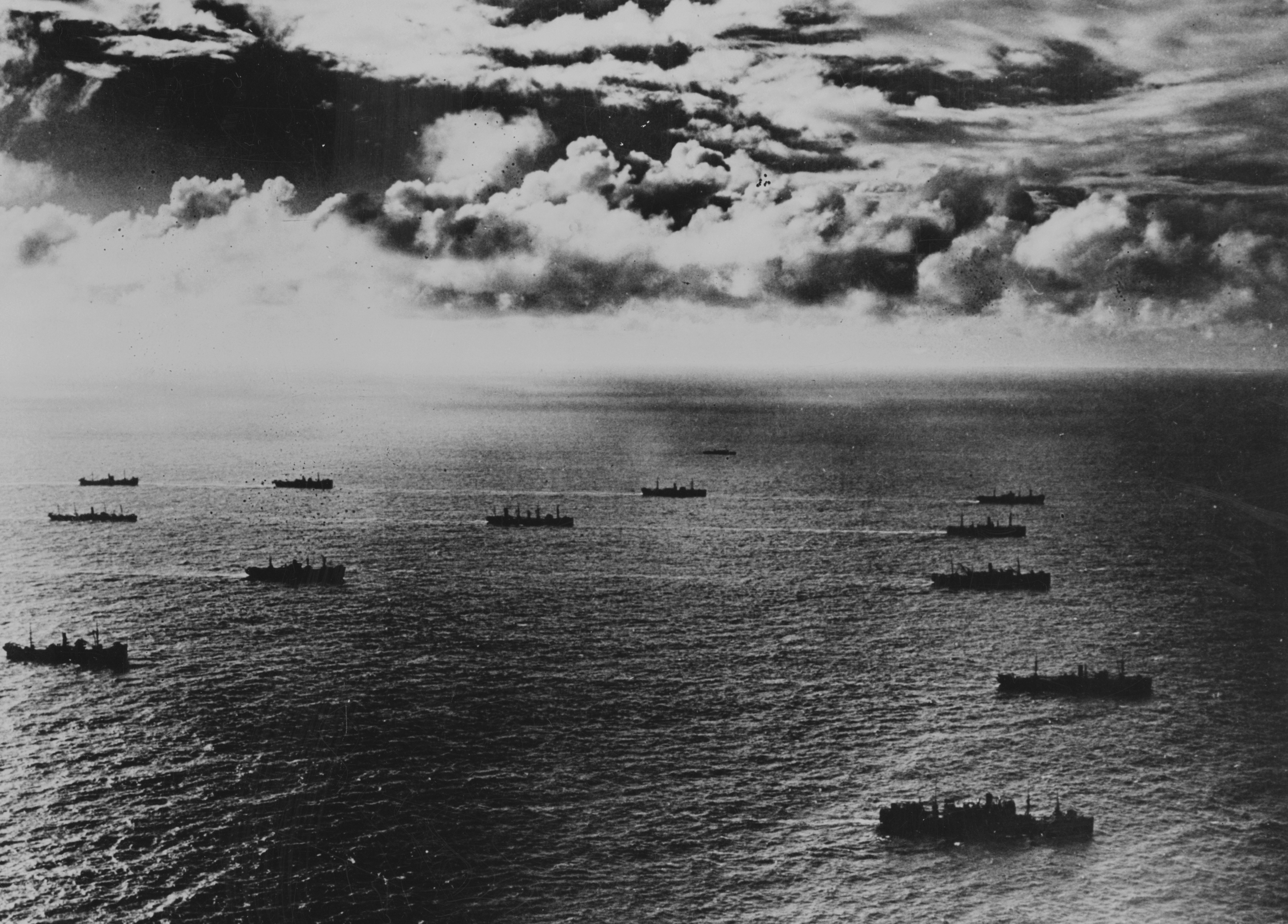
Convoi dans l'Atlantique nord en 1942

Il faut noter que ces convois lents, sur le même trajet que les convois HX, supporteront des pertes bien plus importantes. Certains d'entre eux perdront jusqu'à 15 cargos.

## Convois notables
- SC-141 : le plus gros convoi de type SC ; 75 cargos en septembre 1943. Aucune perte.